# The Mommies
The Mommies è una serie televisiva statunitense in 37 episodi trasmessi per la prima volta nel corso di 2 stagioni dal 1993 al 1995.
È una sitcom incentrata sulle vicende di Marilyn Larson e Caryl Kellogg (alias The Mommies, "le mamme"), vicine di casa con le loro famiglie a Petaluma, in California. Gli episodi si concentrano sulle loro attività routinarie di mogli e madri a tempo pieno. Oltre ad essere protagoniste della serie, le due ne sono state anche le co-produttrici e co-sceneggiatrici.

## Personaggi e interpreti
- Marilyn Larson (37 episodi, 1993-1995), interpretata da Marilyn Kentz.
- Caryl Kellogg (37 episodi, 1993-1995), interpretata da Caryl Kristensen.
- Danny Kellogg (32 episodi, 1993-1995), interpretato da Sam Gifaldi.
- Blake Kellogg (30 episodi, 1993-1995), interpretato da Ryan Merriman.
- Kasey Larson (29 episodi, 1993-1995), interpretato da Ashley Peldon.
- Adam Larson (29 episodi, 1993-1995), interpretato da Shiloh Strong.
- Barb Ballantine (28 episodi, 1993-1995), interpretato da Julia Duffy.
- Jack Larson (27 episodi, 1993-1995), interpretato da David Dukes.
- Paul Kellogg (24 episodi, 1993-1994), interpretato da Robin Thomas.
- Tom Booker (18 episodi, 1994-1995), interpretato da Jere Burns.
- Tiffany (13 episodi, 1993-1994), interpretata da Jennifer Blanc.
- Paul Kellogg (9 episodi, 1995), interpretato da Lane Davies.
- Beth Booker (4 episodi, 1994-1995), interpretata da Courtney Peldon.
- Jason Booker (4 episodi, 1994-1995), interpretato da Justin Berfield.
- Christopher (4 episodi, 1993-1994), interpretato da Taylor Nix.
- Mrs. O'Neal (3 episodi, 1994-1995), interpretata da Lynn Clayton.
- Ken Ballantine (2 episodi, 1993-1995), interpretato da Peter Scolari.
- Madre di Caryl (2 episodi, 1993-1994), interpretata da Barbara Billingsley.

## Produzione
La serie, ideata da Kathy Speer e Terry Grossman, fu prodotta da Paramount Television e girata negli studios della Paramount a Hollywood in California. Le musiche furono composte da Rich Eames e Scott Gale e Steve Dorff.

### Registi
Tra i registi sono accreditati:
- Gary Brown in 12 episodi (1993-1994)
- Terry Hughes in 12 episodi (1993-1994)
- Art Dielhenn in 6 episodi (1995)
- Frank Bonner in 4 episodi (1995)
- Joanna Kerns in 2 episodi (1995)

### Sceneggiatori
Tra gli sceneggiatori sono accreditati:
- Terry Grossman in 36 episodi (1993-1995)
- Marilyn Kentz in 36 episodi (1993-1995)
- Caryl Kristensen in 36 episodi (1993-1995)
- Kathy Speer in 36 episodi (1993-1995)
- Cindy Chupack in 10 episodi (1993-1995)
- Ellen Sandler in 10 episodi (1993-1995)
- Nick LeRose in 9 episodi (1993-1995)
- Michael Davidoff in 7 episodi (1993-1995)
- Bill Rosenthal in 7 episodi (1993-1995)

## Distribuzione
La serie fu trasmessa negli Stati Uniti dal 18 settembre 1993 al 10 giugno 1995 sulla rete televisiva NBC. È stata distribuita anche in Russia con il titolo Мамочки e in Germania con il titolo Die Super-Mamis.

## Episodi
| Stagione         | Episodi | Prima TV USA | Prima TV Italia |
| ---------------- | ------- | ------------ | --------------- |
| Prima stagione   | 25      | 1993-1994    |                 |
| Seconda stagione | 13      | 1995         |                 |